# Le Confort moderne
Pour les articles homonymes, voir Confort moderne (homonymie).
Le Confort moderne, parfois surnommé Le Confort, est un ensemble de salles (spectacle, exposition, projection, restaurant, locaux de répétition), situé 185 rue du Faubourg du Pont-Neuf, à Poitiers, non loin du campus. Né dans les années 1980 au sein de ce qui était appelé à l'époque la contre-culture, cet ensemble est devenu un lieu important de la scène culturelle nationale.

## Historique
Il s'agit d'un ancien entrepôt de matériel électroménager (Confort 2000), ce qui a donné son nom au lieu. Il est situé en haut d'une montée menant au campus de l'université. La réutilisation de cet entrepôt pour des activités artistiques a débuté en mai 1985. Depuis 1985, il est géré  par l'association à but non lucratif l'Oreille est hardie, fondée en 1977,  mais les bâtiments appartiennent à la ville de Poitiers. Quatre personnes sont à l'origine du projet, Françoise Bordage (plus connue sous le nom de « Fazette »), Yorrick Benoist, Francis Falceto et Philippe Auvin,,.
L'histoire de ce centre culturel underground a traversé des périodes de crise, notamment en 1992 avec la coupure de la subvention de la ville, et en 1999 à la suite du départ de Dominique Truco, responsable des expositions.
Des expositions et des performances artistiques ont été particulièrement marquantes, comme l'œuvre de l'artiste américain James Turrell en 1991 qui nécessitait que les visiteurs endossent un maillot de bain et plongent dans une sorte de piscine mise en place pour l'occasion pour contempler l'installation, sous l'eau, .

## Présentation
De nombreux artistes de la scène musicale alternative nationale et internationale y ont donné des concerts. Le lieu abrite également la Fanzinothèque , et une salle d'exposition consacrée à l'art contemporain.
Chaque année, il accueille en moyenne 15 000 personnes pour les concerts (pour une salle de concert de 800 places et une autre de 200 places), et 5 000 autres pour les expositions et autres activités artistiques. Il est financé en partie par des collectivités locales (ville de Poitiers, département et région) et par l'État. Il s'auto-finance pour une autre partie.
Le bâtiment fait l'objet d'une importante réhabilitation en 2017, menée par l'architecte Nicole Condorcet,,.

### Quelques artistes passés par le Confort moderne
La programmation musicale du Confort moderne a toujours été orientée vers l'éclectisme. Parmi les centaines de groupes et d'artistes ayant donné des concerts au Confort moderne, on pourra citer : les Ogres de Barback, Zebda, Jay-Jay Johanson, Herman Düne, Mickey 3D, Nomeansno, Fugazi, les Mouettes, Godspeed You! Black Emperor, Blonde Redhead, Primus, Gogol 1er, Plaid, Autechre, La Caution, la Ruda Salska, Les Garçons Bouchers, Sonic Youth, Keiji Haino, les VRP, les Puppetmastaz, les Wampas, NTM, Afu-Ra, Gojira, Youssoupha, Raekwon,...
Parmi les dizaines d'artistes ayant exposés au Confort Moderne, on pourra citer :
James Turrell, Elke Krystufek, Fabrice Hyber, Ann Craven, Matthew Barney, Harmony Korine, Dan Graham, Norbert Bisky , Raphaela Vogel, Jean-Christophe Averty, Piero Gilardi, Stéphanie Cherpin, Maï-thu Perret, Marianne Vitale, Marnie Weber, Rita Ackermann, Reena Spaulings,...

## Missions associatives

### Engagement associatif et politique
Le Confort moderne est impliqué dans de nombreuses manifestations culturelles, par la participation à des colloques ou l'organisation d'expositions ou de rencontres sur l'art et les musiques contemporains, d'ateliers d'écriture, l'édition de documents en rapport avec la culture contemporaine et la sensibilisation du jeune public à l'art contemporain.
Outre sa mission culturelle, Le Confort moderne est également impliqué dans des missions sociales et politiques, au travers d'associations telles que les Restos du cœur ou AC86, d'organisations de galas et de programmes d'actions au niveau régional pour la lutte contre le Sida en partenariat avec d'autres associations (en 1992 et 1994), le soutien à des associations face aux pouvoirs publics (soutien à l'association Diff'Art en 1997, au Sous-marin de Vitrolles en 1998), et en servant de relais en 1997 pour des revendications politiques contre la loi Debré ou pour les intermittents du spectacle.

### Lutte contre les risques auditifs
Le Confort moderne développe également depuis 1999 une mission de sensibilisation et de prévention vis-à-vis des risques auditifs liés à l'écoute de musiques amplifiées.
Les missions de sensibilisation et de prévention organisées dans ce cadre s'adressent notamment aux lycéens et aux collégiens, à travers l'organisation de spectacles et de concerts au sein des établissements scolaires, suivis de discussions ou de débats sur le thème des risques auditifs.